# Лапшин, Иван Александрович
Иван Александрович Лапшин (1902—1959) — генерал-майор Советской Армии, участник Гражданской, советско-финской, Великой Отечественной и советско-японской войн.

## Биография
Иван Лапшин родился 19 января 1902 года. В 1919 году пошёл на службу в Рабоче-крестьянскую Красную Армию. Участвовал в боях Гражданской и советско-финской войн.
С начала Великой Отечественной войны Лапшин находился в действующей армии. В августе 1941 года во время боёв на Карельском перешейке был ранен. В декабре того же года он был назначен заместителем начальника военно-автомобильной дороги Ленинградского фронта. Позднее полковник Лапшин стал начальником автомобильного управления Ленинградского фронта. 5 октября 1944 года ему было присвоено звание генерал-майора танковых войск, Лапшин был переведён в Москву на должность начальника Управления эксплуатации и перевозок Главного автомобильного управления РККА.

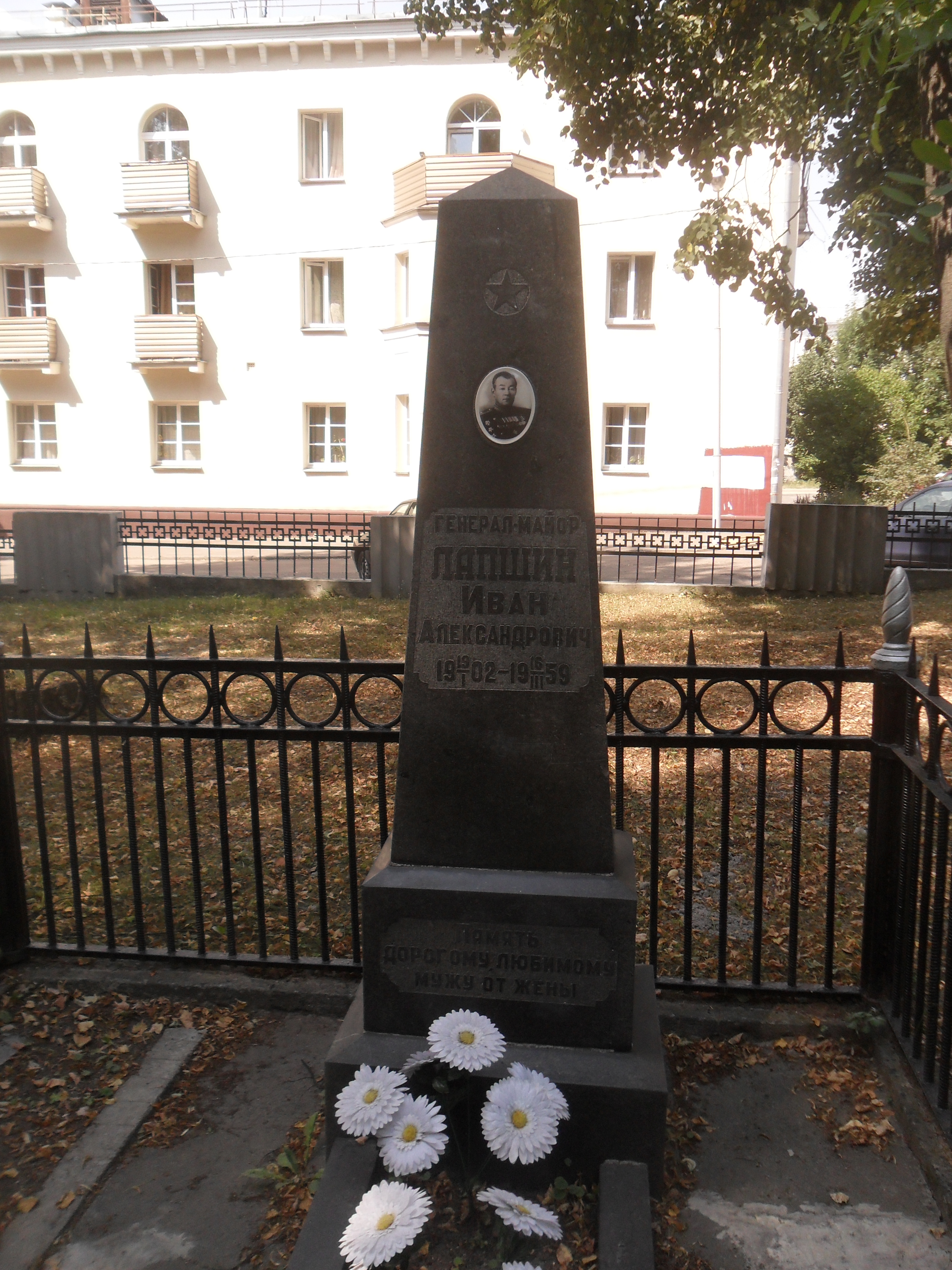
Могила Лапшина на Военном кладбище Минска.

Участвовал также в советско-японской войне, будучи начальником автомобильного управления при Главнокомандующем Советскими войсками на Дальнем Востоке. В послевоенное время проживал в Минске. Скончался 16 марта 1959 года, похоронен на Военном кладбище Минска.
Был награждён орденом Ленина, тремя орденами Красного Знамени, орденом Кутузова 2-й степени, двумя орденами Отечественной войны 1-й степени, орденом Красной Звезды и медалей.